# Bunad
Le bunad est le costume national norvégien. Ce costume symbolise l’identité nationale et culturelle du pays. Les Norvégiens portent le bunad lors des grandes occasions : cérémonies privées ou familiales, fêtes et notamment la fête nationale le 17 mai.

## Histoire

### Origines
Les bunads sont inspirés des vêtements qu’on portait à la campagne en Norvège avant l’ère industrielle. Dans de nombreuses régions, la spécificité du costume remonte parfois au Moyen Âge. Dans beaucoup de régions, ces costumes ont été utilisés jusqu’à l’aube du XXe siècle. Dans le Setesdal, le Hallingdal, le Hordaland et certaines parties du Telemark, on les portait tous les jours jusqu’au lendemain de la Seconde Guerre mondiale.
Au début du XXe siècle, le bunad devient un habit à valeur politique que l'on porte pour défendre l'identité norvégienne dans le cadre de la fin de l'Union Suède-Norvège.

### Développements et expansion
Le grand intérêt pour les costumes traditionnels a commencé au milieu du XIXe siècle, époque marquée par le romantisme national. Les costumes actuels sont soit un prolongement des costumes traditionnels, soit des reconstitutions de costumes plus anciens à partir d’éléments de costumes appartenant à des musées ou à des particuliers. Certaines reconstitutions du début du siècle ne reposaient pas sur une documentation fournie et n’ont donc pas grand-chose en commun avec les vêtements réellement utilisés autrefois. Aujourd’hui par contre, on s’efforce de créer des costumes locaux à partir de documents historiques et avec des techniques traditionnelles.
La Norvège possède même un Conseil des bunads et costumes traditionnels qui fournit une aide et des informations gratuites au public, le Norsk Institutt for Bunad og Folkedrakt (Institut Norvégien pour le Bunad et les costumes populaires), créé en 1947 et géré par le musée de Valdres. En 2021, cinq associations représentant les coutumes norvégiennes se sont réunies pour appuyer la candidature du bunad à la liste représentative du patrimoine culturel immatériel de l'humanité de l'Unesco.
En 2021, 70% des femmes norvégiennes et 20% des hommes norvégiens disposaient d'un bunad dans leur garde-robe. Bien que de nombreuses entreprises norvégiennes confectionnent des bunads, certaines entreprises chinoises sont aussi à l'œuvre dans la production de cette coutume norvégienne.
Les costumes traditionnels en Norvège, artisanat et pratique sociale sont inscrits sur la liste représentative du patrimoine culturel immatériel de l'humanité par l'UNESCO en 2024.

## Traditions artisanales

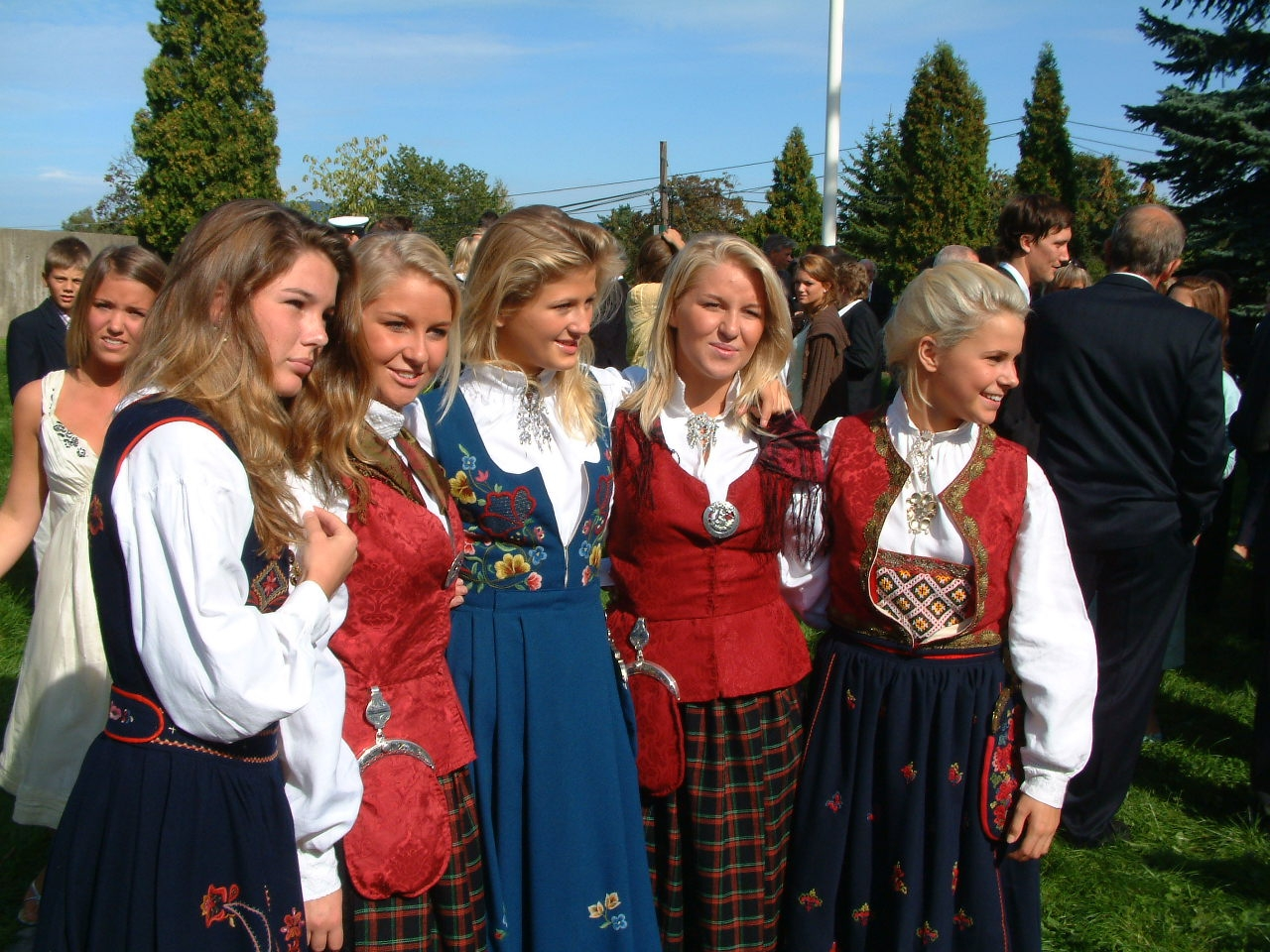
Jeunes femmes en bunad.

Les costumes traditionnels témoignent de traditions artisanales extrêmement riches, d’une créativité et d’une exubérance remarquable chez des gens ordinaires qui menaient par ailleurs une vie difficile. Les costumes sont de préférence confectionnés à partir de matériaux naturels : lin ou coton pour le chemisier, soie pour le foulard, laine pour les jupes, gilets, vestes, pantalons et chaussettes, lin ou soie pour les coiffes et tabliers. Les broderies représentent très souvent des motifs floraux et de couleurs vives. Les bijoux sont en général en argent et agrémentent la tenue. Il est de coutume de mettre au moins une broche pour tenir le chemisier ou la chemise et des boutons de manchettes. D’autres accessoires peuvent s’ajouter selon les régions : couronnes, ceinturons, boucles d'oreilles...
Il existe des formations pour devenir un créateur acertifié de bunads.

## Bijoux
Souvent, les bunads sont accompagnés par des bijoux en argent. Les bijoux sont riches et variés. Autrefois, le fermier norvégien plaçait sa fortune dans les bijoux pour les costumes. Ceux-ci étaient surtout nombreux dans le Setesdal et le Telemark. Ils faisaient l’objet de superstitions : on attachait une petite barrette sur la chemise du nouveau-né pour le protéger des gnomes.

## Régionalisme
Chaque région possède un bunad avec ses particularités. Ainsi, le bunad d’Oslo est très différent du bunad de la région de Bergen. Il existe en fait des dizaines de variantes locales. Les vallées enclavées du Sud et du Sud-Ouest possèdent les costumes traditionnels les plus originaux (Setesdal, Telemark, Hallingdal et Valdres). Dans le Sud-Est, à l’Ouest et jusqu’au Trøndelag et au Nordland, les costumes étaient plus inspirés de la mode européenne.